# لیو دلی
لیو دلی (انگلیسی: Liu Deli؛ زادهٔ ۱ ژانویهٔ ۱۹۸۰) کشتی‌گیر اهل چین بود.
وی در مسابقات کشوری و بین‌المللی در مجموع برندهٔ ۱ مدال طلا، ۱ مدال نقره شده‌است.